# Distinzione mosaica
La distinzione mosaica è una teoria di Jan Assmann relativa alla storia dell'ebraismo. La teoria cerca di spiegare come sia comparsa l'alternativa vero o falso, senza vie di mezzo, nella cultura e nelle religioni indoeuropee.
Secondo questa teoria il primo monoteismo è stato inventato dal faraone Akhenaton (originariamente chiamato) Amenofi IV, o Amenhotep IV). Visto il netto contrasto tra il monoteismo e le credenze di quei tempi, l'imposizione del monoteismo è stata definita come «il più radicale e violento manifestarsi di una contro-religione nella storia dell'umanità». Quindi fin dalla nascita il monoteismo sembra accompagnarsi all'Integralismo religioso. Gli studiosi perderanno traccia di questi fatti fino a riscoprirli nel XIX secolo.
Il termine distinzione mosaica deriva dal fatto che, secondo questa teoria, l'idea monoteista ed integralista venga ripresa da Mosè.
L'autore di questa teoria afferma anche che i monoteismi successivi abbiano tutti ereditato una componente integralista. Un critico della teoria,  Joseph Ratzinger, afferma che anche ideologie di tipo diverso da quello religioso, tra cui il marxismo, hanno avuto la loro componente integralista.

## Distinzione tra vero e falso nei politeismi
Se è inevitabile che ogni formazione di identità proceda di pari passo con la costruzione di alterità/estraneità, per Assmann è un grave errore ritenere che la distinzione tra vero e falso in ambito religioso sia antica quanto le religioni stesse. Mentre al loro interno sviluppano coerenza e identità, culture e civiltà, entrando in rapporto con culture e civiltà circostanti, non producono solo contrapposizioni, ma anche «tecniche di traduzione» che costituiscono tentativi di rendere più permeabili le frontiere stabilite dalle differenze culturali.
Alle religioni politeistiche basate sulla distinzione tra sacro e profano, puro e impuro era totalmente estranea la concezione di divinità false e fittizie. Gli dèi dei vari popoli adempivano a funzioni sostanzialmente analoghe e, frutto di culture già altamente sviluppate, i politeismi pagani fungevano da tramiti di una possibile «traducibilità interculturale».

## La transizione verso il monoteismo
Prima di passare dal politeismo al monoteismo, esiste una forma intermedia che si chiama Enoteismo e nella quale viene affermata l'esistenza di un dio superiore agli altri dei.
Con l'affermarsi del monoteismo a comparire è invece una «contro-religione» che, in quanto presunta detentrice di una verità rivelata da Dio in persona, squalifica a idolatria tutte le religioni civiche politeistiche che l'hanno preceduta e le altre forme di religione a questa contemporanei. Da possibile mezzo di traducibilità interculturale la religione diventa un temibile fattore di estraniazione interculturale.
Assmann concentra la sua attenzione su questo passaggio:
Secondo l'autore, questo passaggio rappresenta il mito di fondazione della religione monoteistica e, al contempo, il ritratto permanente dei suoi effetti.
Mosè incarna la «figura simbolica di una svolta radicale nella storia dell'umanità»: il monoteismo esclusivista, esigendo l'adorazione di un unico Dio in quanto unico vero Dio, demonizza tutti gli altri dèi ridotti a menzogna e impostura.

## Implicazioni politiche
Secondo questa teoria esiste un preciso nesso tra la distinzione tra vero e falso in ambito religioso e quella tra amico e nemico in ambito politico (vedi Carl Schmitt). Se la distinzione tra amico e nemico è alla base di una politica della violenza, la lotta al culto degli idoli svolta dal monoteismo risulta fondare una teologia politica della violenza. La Scrittura reca ampie testimonianze di come il monoteismo si sia imposto con il ricorso alla forza e a colpi di massacri. Con i loro resoconti di guerra, assassinii, stragi e tradimenti i libri di Giosuè e dei Giudici appartengono a quanto di più rozzo abbia da offrire il «Grande Codice» (la denominazione attribuita alla Bibbia dal critico letterario Northrop Frye) redatto per divina ispirazione.
Sappiamo che la terra promessa degli Ebrei è la terra in cui scorre il latte ed il miele:
La terra promessa viene conquistata, ma nella misura in cui ciò accade a scorrere è il sangue anziché latte e miele.
Assmann tuttavia precisa: 
(J. ASSMANN, Herrschaft und Heil. Politische Theologie in Altägypten, Israel und Europa, Frankfurt am Main, Fischer, 2002, p. 263)

## Il precursore: Erasmo da Rotterdam
Analoga proposta, ai suoi tempi non accolta dalle classi dirigenti europee, aveva avanzato in campo cattolico Erasmo da Rotterdam nel suo Enchiridion Militis Christiani (1503). In questa opera veniva delineata una teologia cristiana non si facesse più ispirare dal «Signore degli eserciti» dell'antico testamento. Veniva quindi riformato profondamente un cristianesimo successivo a Costantino che nel primo Cinquecento vedeva un papa come Giulio II rivestito più spesso con l'elmo e l'armatura che non con i paramenti sacri.
«Il pugnale/manuale del soldato cristiano» erasmiano è impugnato da un «soldato di Cristo» più che mai convinto che la pace tra gli uomini sia indispensabile e la cui teologia politica non era in nessun modo una teologia politica della violenza. Né è un caso che il cammino da Erasmo insistentemente proposto – ripudiato, represso e sconfitto dalle classi dirigenti europee e dalle chiese confessionali del suo tempo – sia finalmente riemerso in Europa e persino in Italia, quando con l'enciclica «Pacem in Terris» (1963) e l'anno seguente con il simbolico abbandono della tiara da parte di papa Giovanni XXIII, anche nel mondo cattolico poté riacquistare cittadinanza l'opera erasmiana estromessa a forza fin dal ‘500.
In Erasmo, scrive lo storico della Chiesa Adriano Prosperi, censure e roghi vollero colpire 
La teologia evangelica erasmiana era una teologia politica della pace, tale da ricondurre la «milizia cristiana» alla sua autentica funzione: l'individuale combattimento interiore volto a contrastare le quotidiane «insidie di Satana» che albergano tra le passioni e i vizi umani mirando, anziché al massacro di nemici esterni.

### L'altro precursore: Kant
La violenza e la guerra vengono viste come quel «male radicale nella natura umana» di cui parlerà, quasi tre secoli più tardi, l'altro grande pacifista e anticlericale europeo, Immanuel Kant.

## La critica di Joseph Ratzinger
Nel suo libro Glaube – Wahrheit – Toleranz: Das Christentum und die Weltreligionen,  Joseph Ratzinger si concentra sul passo in cui Assmann cita la frase di Spinoza «Deus sive natura», cioè Dio e la Natura sono indistinguibili. Questo modo di pensare secondo Assmann rappresenta il superamento della distinzione mosaica. Portando come esempio il dialogo platonico Eutifrone, Ratzinger afferma che l'unità di Dio e Natura non rappresenta una riconciliazione universale, bensì il fatto che l'universo è inconciliabile. Così facendo l'essere in sé diventa contraddittorio, la guerra deriva dall'esistenza stessa, il bene ed il male sono infine indistinguibili.
Vengono citati gli esempi storici della Rivoluzione francese e del Marxismo come casi in cui si è accettato di sacrificare tante vite umane per arrivare alla conciliazione. Viene affermato che la dialettica del progresso richiede vittime sacrificali.
Il Papa Emerito afferma che persino il Buddhismo pone una questione di verità. Secondo lui, nel Buddhismo si arriva alla verità lasciando questo mondo, quindi attraverso la redenzione. Non si può parlare di Dio nella Natura neanche qui. Il mondo in sé è sofferenza, e quindi privo di verità, e solo la rimozione dal mondo porta alla salvezza.
Per concludere, nella visione del teologo contemporaneo, la questione della verità è inevitabile, tanto nelle filosofie e religioni occidentali, quanto in quelle orientali.

## Il commento di Graham Hammill
Graham Hammill, dell'Università di Buffalo, nel suo libro The Mosaic Constitution: Political Theology and Imagination from Machiavelli to Milton scrive che Jan Assmann ha seguito i passi di Hume.
Il professore americano scrive che Assmann ha evidenziato sia elementi positivi che negativi nella distinzione mosaica.
Un elemento positivo è la separazione della religione dalla politica nelle figure dell'Esodo. Nell'abbandonare l'Egitto, gli Israeliti hanno abbandonato anche la teocrazia egiziana, un modello di governo in cui la religione è istituita nello stato ed il faraone è il mediatore tra il divino e l'umano.
Un elemento negativo è la violenza fisica, che unisce di nuovo religione e politica, facendo dell'idolatra e dell'eretico un nemico religioso che deve essere soppresso.
Mosé trasforma la divinità in un discorso molto mobile che mette in discussione tutte le istituzioni precedenti e contemporaneamente stabilisce forme di punizione e distruzione nei confronti delle pratiche eretiche.

## La precisazione di Tobias Gregory
Il professore Tobias Gregory effettua delle precisazioni su quanto è scritto sopra. Le tradizioni ebraiche e cristiane ascrivono a Mosé la distinzione tra bene e male in quanto quest'ultimo è ritenuto essere l'autore del Pentateuco e perché il racconto dell'Esodo è destinato a diventare la narrativa archetipale delle differenze religiose nell'occidente monoteista. Infatti, tale distinzione non è ancora presente nel Pentateuco stesso.
Il primo comandamento di Yahveh non è un'affermazione di monoteismo, ma un'ingiunzione a passare dal politeismo all'Enoteismo, ovvero ad accettare un dio prominente su tutti gli altri.